# Egg (Bad Grönenbach)
Egg ist ein Weiler des Kneippheilbades Bad Grönenbach im Landkreis Unterallgäu in Bayern.

## Geografie

### Topographie
Der Weiler liegt einen Kilometer südöstlich von Bad Grönenbach auf einer Höhe von 702 m ü. NN. Egg grenzt im Norden an die Einöde Kreuzbühl und im Südwesten an die Einöde Waldegg. Südlich schließt sich das Dorf Ziegelberg an und im Osten Thal.

### Geologie
Egg befindet sich auf Schotter der Würmeiszeit des Pleistozäns. Der Untergrund besteht aus Kies und Sand.

## Geschichte
Erstmals schriftlich erwähnt wurde der Weiler 1468, als ein Klaus Wiers, genannt „Eckg“, zwei Höfe besaß. 1797 wurde ein Fachwerkhaus mit Rocaillemalereien errichtet. Bis zum Zweiten Weltkrieg gab es dort eine Knochenstampfe.